# Meuleuse à béton
Cet article court présente un sujet plus développé dans : Disqueuse.

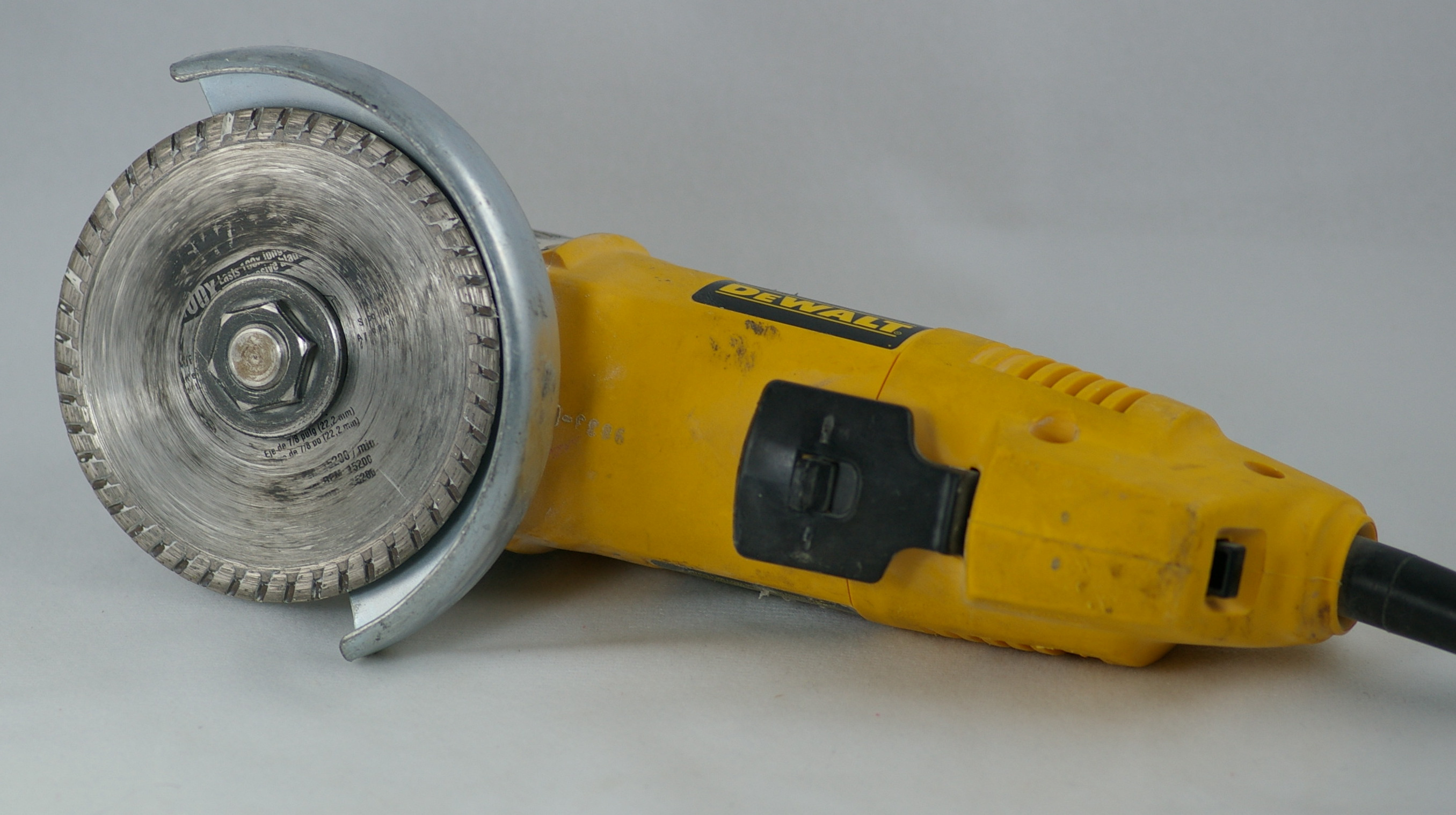
Une meuleuse à béton à disque de diamant

Une meuleuse à béton ou découpeuse diamant est un outil pour tronçonner du béton. Il s'agit d'une meuleuse d'angle puissante sur lequel est monté un disque spécifique pour couper du béton, le plus souvent un disque en diamant. L'usage du terme disqueuse est assez fréquent, et équivalent à meuleuse d'angle. On parle parfois également de tronçonneuse à disque.
L'outil est adapté au béton par la mise en place d'un disque abrasif capable de découper la pierre ou le béton. Il s'agit de diamant industriel monté sur un disque à segment, le disque diamant segmenté. Les fentes dans le rayon du disque permettent une meilleure évacuation des poussières qu'un disque continu, qui lui sera préféré pour les tuiles et les carrelages.

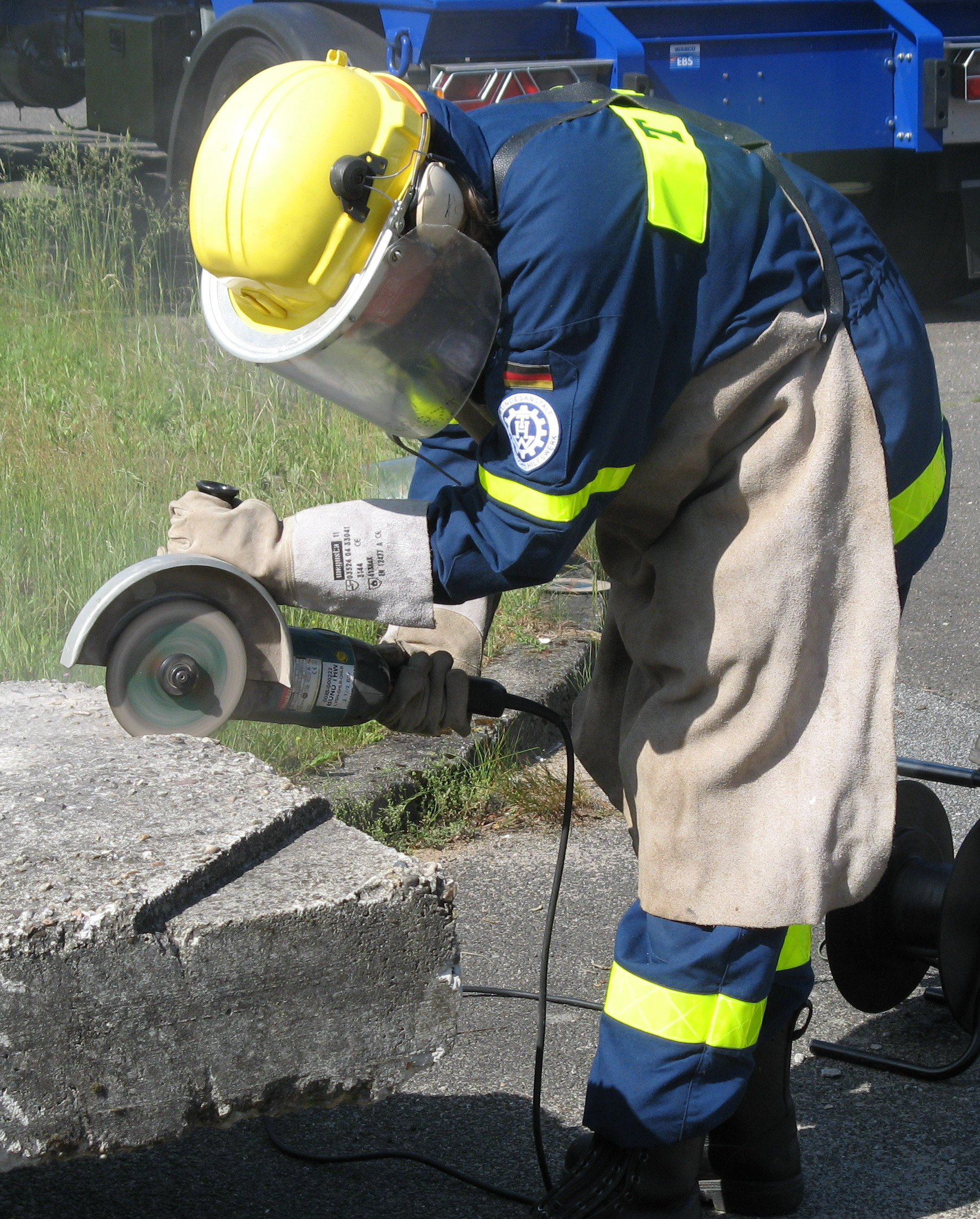
Disqueuse à pierre

Comme pour tous les équipements électroportatif de chantier, il existe différentes tailles adaptées à chaque usage.